# Paisaje protegido Localidad Rupestre de Chamangá
El Paisaje protegido Localidad Rupestre de Chamangá es una concentración de pinturas rupestres localizada al este de la Trinidad, Flores en Uruguay. El decreto de ingreso al Sistema Nacional de Áreas Protegidas  fue en el año 2010. Actualmente se está trabajando para que sea incluida en la lista de sitios de Patrimonio Mundial de UNESCO. Las 44 pinturas rupestres relevadas e inventariadas a la fecha en esa área, tienen la singularidad de no estar en cuevas, aleros o lugares protegidos, como en la mayor parte del mundo. 

## Generalidades
Se trata de una extensión de más de 12.000 hectáreas caracterizadas por un relieve suavemente ondulado y ecosistemas de praderas —con suelos de alta fertilidad dedicados a la explotación agrícola ganadera extensiva— con montes asociados a los arroyos Chamangá y Los Molles y con algunos bañados.
Presenta la mayor concentración de pictografías rupestres de Uruguay, representando más de dos terceras partes del total de registro de pictografías del país. Su singularidad está dada por su emplazamiento en campos abiertos y sobre afloramientos graníticos.
Predomina un estilo de representación geométrico abstracto. Los motivos que se pueden encontrar son los enmarcados, el losange, el cruciforme, la greca, el rectángulo, el zig-zag, las líneas paralelas verticales, líneas dentadas tipo peine y grabado con líneas finas.